# Rialla villosa
Rialla
Genre
Espèce
Statut de conservation UICN

LC : Préoccupation mineure
Rialla villosa, unique représentant du genre Rialla, est une espèce de libellules de la famille des Corduliidae (sous-ordre des Anisoptères, ordre des Odonates).

## Répartition

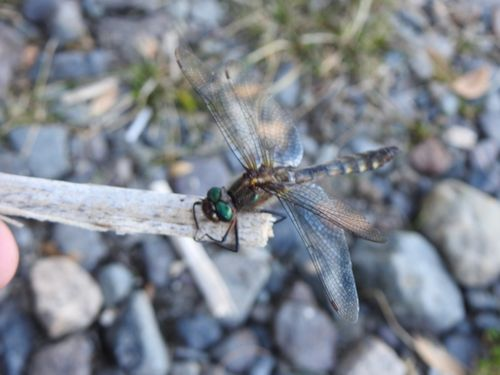
Adulte.

Cette libellule se rencontre en Argentine et au Chili.

## Systématique
Le nom valide complet (avec auteur) de ce taxon est Rialla villosa (Rambur, 1842). Le genre Rialla a été créé en 1915 par Longinos Navás.
L'espèce Rialla villosa a été initialement classée dans le genre Cordulia sous le protonyme Cordulia villosa Rambur, 1842.
Rialla villosa a pour synonymes :
- Cordulia villosa Rambur, 1842
- Rialla membranata Navás, 1915